# Преженцов, Александр Богданович
Александр Богданович Преженцов (1859—1915) — генерал-лейтенант, начальник 36-й пехотной дивизии.

## Биография
Родился в 1859 году. Православный. Из дворян Гродненской губернии. Отец — Богдан Петрович Преженцов (ум. 1866), кавалер ордена Святого Георгия 4 степени (1854), на момент награждения — полковник, в дальнейшем — генерал-лейтенант (1864). Брат — Яков Богданович Преженцов (1854—1911) — генерал от кавалерии (1908), военный историк.
В 1878 году окончил Пажеский корпус, был выпущен подпоручиком в 5-ю конно-артиллерийскую батарею с прикомандированием к 1-й батарее гвардейской конно-артиллерийской бригады, куда и был переведен через год прапорщиком.
Чины: подпоручик гвардии (1881), поручик гвардии с переименованием в штабс-капитаны ГШ (1884), капитан (1885), подполковник (1891), полковник (за отличие, 1904), генерал-майор (за отличие, 1904), генерал-лейтенант (за отличие, 1909).
В 1884 году окончил Николаевскую академию Генерального штаба по 1-му разряду. По окончании академии состоял старшим адъютантом штаба 2-й гвардейской кавалерийской дивизии (1884—1888), обер-офицером для особых поручений при штабе Гвардейского корпуса (1888—1890) и для поручений при штабе войск Гвардии и Петербургского военного округа (1890—1891).
В 1891 году назначен начальником строевого отдела штаба Кронштадтской крепости; в том же году назначен штаб-офицером для особых поручений при Главнокомандующем войсками Гвардии и Петербургского ВО. С 1884 по 1898 год преподавал военные науки во 2-м военном Константиновском, Санкт-Петербургском пехотном юнкерском и Военно-топографическом училищах, заведовал практическими занятиями по тактике в офицерских школах: стрелковой, кавалерийской и артиллерийской. Составил и издал полный курс тактики для военных и юнкерских училищ.
В 1900 году назначен начальником штаба 2-й гвардейской кавалерийской дивизии, а в следующем году — командиром 7-го Финляндского стрелкового полка. В 1904 году назначен в распоряжение командующего войсками Финляндского военного округа. В 1905 году назначен начальником штаба 22-го армейского корпуса. В 1906 году прикомандирован к Главному управлению Генерального штаба, а в следующем году назначен окружным генерал-квартирмейстером штаба Виленского военного округа.
В 1909 году произведён в генерал-лейтенанты и назначен начальником штаба Виленского ВО.

Я письмом на имя начальника штаба Виленского военного округа генерал-лейтенанта Преженцова указал на все замеченные ошибки и предложил в течение двух месяцев переработать мобилизационный план и представить его на утверждение. Преженцов обиделся и написал на имя начальника Генерального штаба длинное письмо, в котором он отстаивал первоначально составленный план и просил отменить распоряжение «молодого и, вероятно, малоопытного начальника Мобилизационного отдела». Я подробно всё доложил начальнику Генерального штаба, и в результате генерал Преженцов получил изрядный нагоняй с предложением в точности исполнить указания начальника Мобилизационного отдела. Письмо заканчивалось указанием на статьи закона, по которым начальник Мобилизационного отдела являлся ответственным за правильность составления мобилизационных планов, представляемых на Высочайшее утверждение.— А. С. Лукомский. Очерки из моей жизни
29 апреля 1913 года назначен начальником 36-й пехотной дивизии, с которой вступил в Первую мировую войну. Участвовал в походе в Восточную Пруссию, 17 августа 1914 года попал в плен при окружении 2-й армии в Комуссинском (Гюнфлисском) лесу.
11 ноября 1915 года умер в плену в крепости Кёнигштайн.

## Награды
- Орден Святого Станислава 3 степени (1885)
- Орден Святой Анны 3 степени (1888)
- Орден Святого Станислава 2 степени (1891)
- Орден Святой Анны 2 степени (1896)
- Орден Святого Владимира 4 степени (1899)
- Орден Святого Владимира 3 степени (1903)
- Орден Святого Станислава 1 степени (1905)
- Орден Святой Анны 1 степени (1911)